# Rail DIN

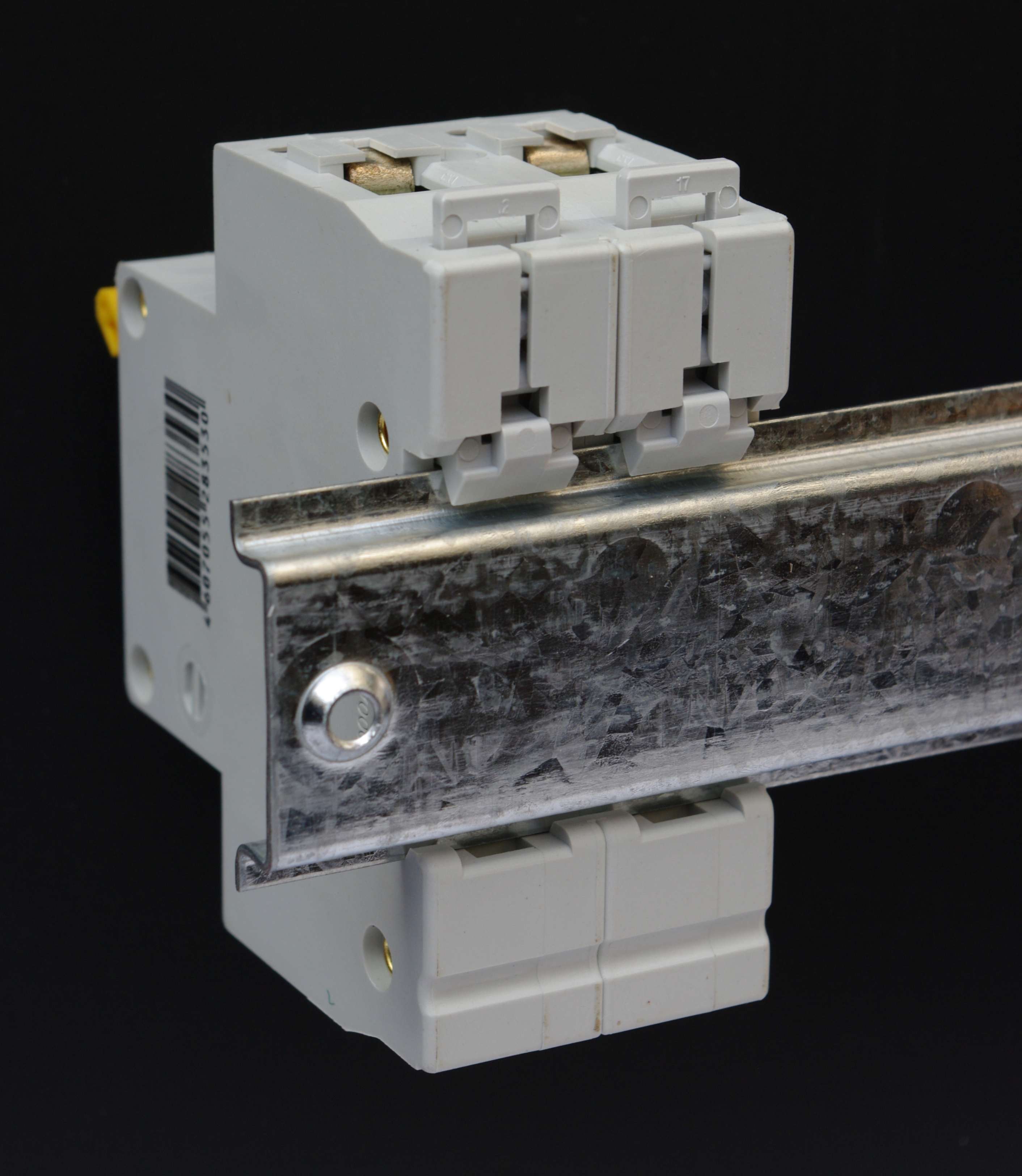
Deux disjoncteurs montés sur rail DIN de type TH 35-7,5 plein (vue de derrière)

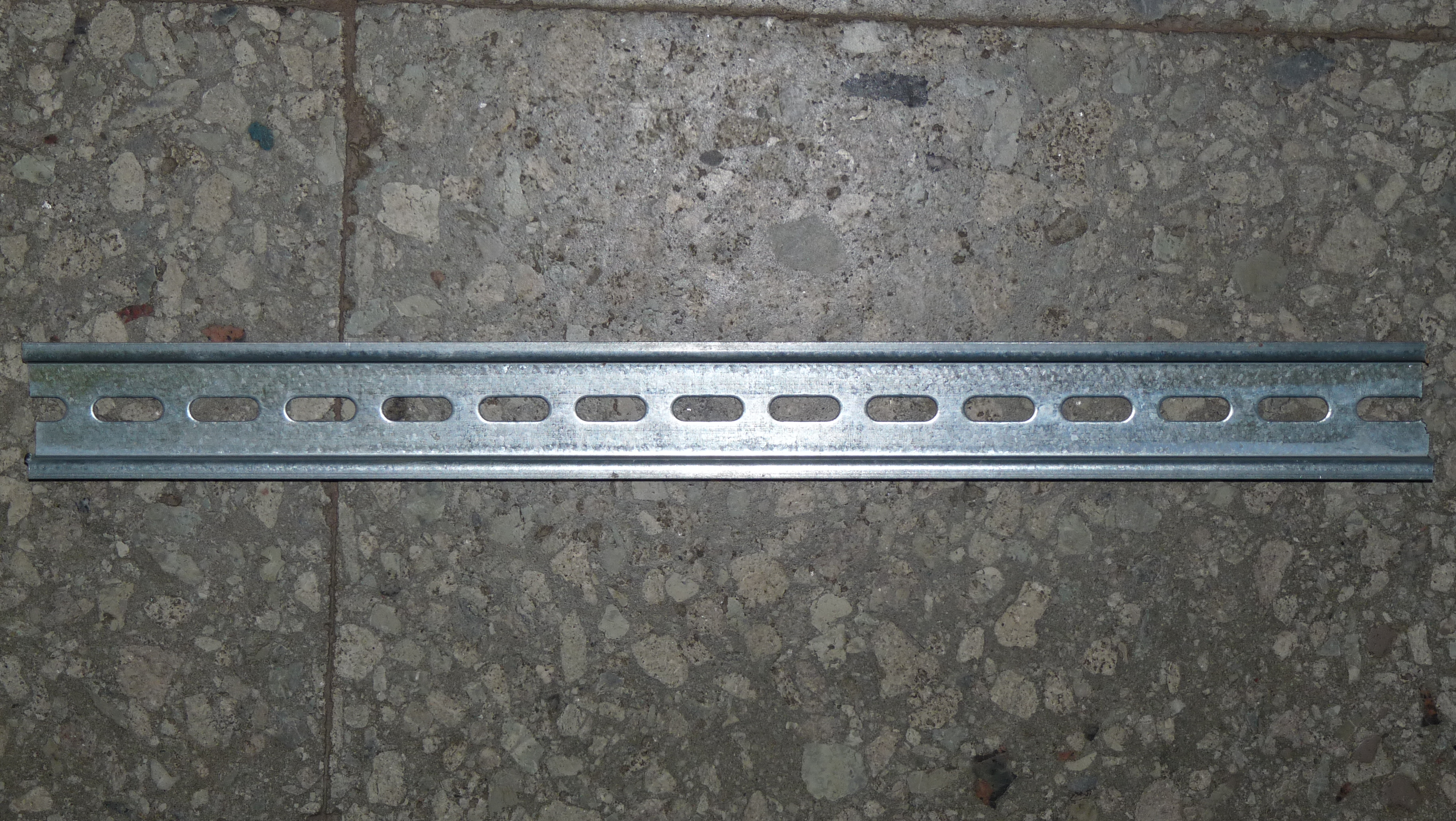
Rail DIN de type TH 35-7,5, perforé

Un rail DIN est un profilé support standardisé, généralement métallique, largement utilisé pour le support mécanique des appareillage électriques (comme les disjoncteurs) et leurs accessoires. DIN est l’acronyme de Deutsches Institut für Normung, organisme qui est à l'origine de ce standard.
Différentes formes de rails DIN existent ; cependant le terme rail DIN sans précision est très souvent utilisé pour faire référence à la plus populaire d'entre elles : celle en forme de chapeau de 35 mm de large (TH 35 selon la norme IEC 60715), qui équipe les coffrets et armoires électriques les plus courants.

## Différents types de rails DIN
Il y a trois principaux types de rails DIN, désignés par la forme de leur section :
- section en forme de chapeau[1] (ou d'« Ω »),
- section en forme de « G »,
- section en forme de « C ».

Originellement décrites par différentes normes DIN (qui ont donné leur nom aux rails), puis par des normes européennes EN, ces différentes sections sont aujourd'hui spécifiées dans une norme unique établie par la CEI sous le numéro IEC 60715.

### Section en forme de chapeau ou d'« Ω » Oméga
Ces types sont désignés par les lettres « TH », pour top hat en anglais.

#### Type TH 15-5,5
Ce profil d'une largeur de 15 mm, peu utilisé, est assuré par un rail de 5,5 mm de hauteur. Il est également désigné par référence aux normes EN 50045 (abrogée), BS 6273 ou DIN 46277-2 (abrogée).

#### Types TH 35-7,5 et TH 35-15

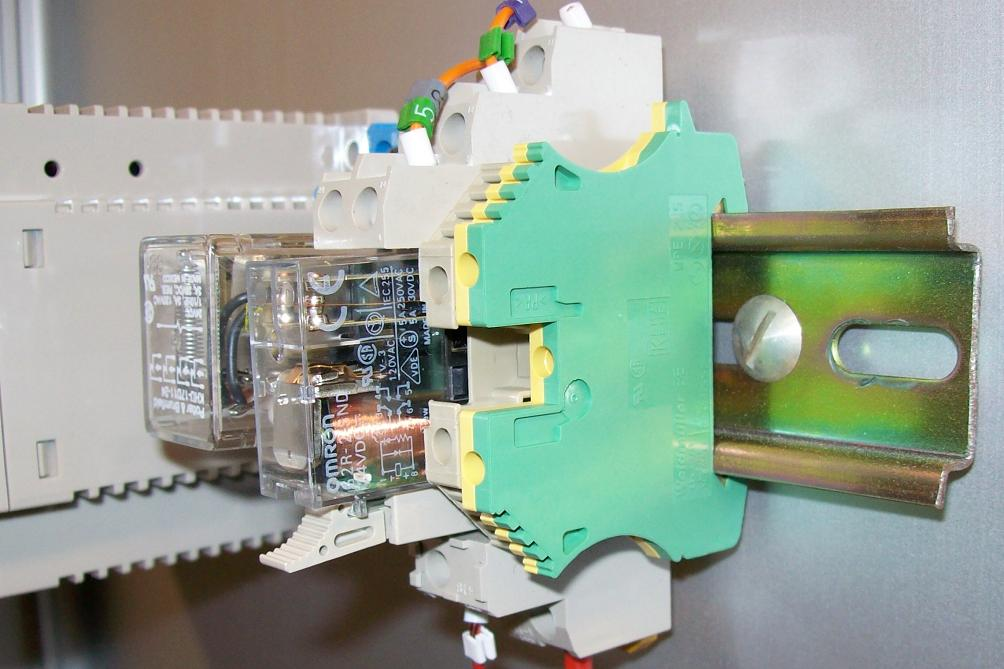
Des appareillages électriques modulaires montés sur rail DIN de type TH 35-7,5, perforé.

Ce profil d'une largeur de 35 mm est très utilisé pour l'installation de disjoncteurs et accessoires, notamment dans les coffrets et armoires qui équipent les bâtiments. Il permet notamment de recevoir tous les appareillages modulaires pour tableau électrique conformes à la norme DIN 43880 (module de 18 mm de large).
Ce profil est également désigné par référence aux normes EN 50022 (abrogée), BS 5584 ou DIN 46277-3 (abrogée).
Il se décline en deux hauteurs, qui sont compatibles avec les mêmes appareils :
- Profilé TH 35-7,5 de 7,5 mm de hauteur, variante la plus courante dans les coffrets électrique de dimension réduite (logement, petit tertiaire) ;
- Profilé TH 35-15 de 15 mm de hauteur, plus rigide et donc plus adapté aux armoires de grande dimension ou aux appareillages plus lourds utilisés par exemple dans l'industrie.

On rencontre en pratique des variantes pleines ou perforées du rail DIN TH 35, en acier ou en plastique.

Dimensions des rails DIN de types TH 35-15, TH 35-7,5 et TH 15-5,5.

#### Type TH 75-25
Ce profil d'une largeur de 75 mm, peu utilisé, est assuré par un rail de 25 mm de hauteur. Il est également désigné par référence aux normes EN 50023 (abrogée) ou BS 5585.

Spécification du Rail DIN de type C 30.

### Section en forme de « C »
Cette section se décline en 4 dimensions :
- Profilé C 20 de 20 mm de largeur et de 10 mm de hauteur,
- Profilé C 30 de 30 mm de largeur et de 15 mm de hauteur,
- Profilé C 40 de 40 mm de largeur et de 22,5 mm de hauteur,
- Profilé C 50 de 50 mm de largeur et de 30 mm de hauteur.

Ces profils sont également désignés par référence à la norme EN 50024 (abrogée).
Ces rails sont symétriques dans les tolérances indiquées.

Spécification du Rail DIN de type G 32.

### Section en forme de « G »
Le profilé G 32 a une largeur de 32 mm et une hauteur de 15 mm.
Il est également désigné par référence aux normes EN 50035 (abrogée), BS 5825 ou DIN 46277-1 (abrogée).

## Possibilité d'interface électrique
Outre la fonction de support mécanique, le rail DIN le plus courant (celui de type TH 35-7,5) peut également assurer des contacts électriques avec les appareillages supportés.

### Bus EIB / KNX
La standard EIB (aujourd'hui KNX), dans une version aujourd'hui abandonnée, incluait la possibilité de distribuer le bus en paire torsadée entre les appareils (au format modulaire sur rail DIN) en ajoutant une bande à 4 conducteurs sur le rail DIN, la connexion étant assurée par des contacts situés à l'arrière des modules. L'objectif était de faciliter l'installation en évitant le câblage manuel, et en éliminant ainsi tout risque d'erreur de câblage.
L'affectation des contacts était la suivante, du haut vers le bas : + 24 V DC (jaune), Bus EIB + (rouge), Bus EIB – (noir), 0 V DC (blanc).
  
Cet usage n'a semble-t-il pas été popularisé, sans doute du fait de défauts de connexion.

### Alimentation électrique
Certains fabricants proposent des variantes qui alimentent et peuvent proposer des gestions de défauts des appareils montés sur leur rail si ces équipements disposent des broches correspondantes. Ces rails diminuent le câblage manuel tout en permettant l'utilisation d'autres équipements comme tout rail DIN standard. Ces améliorations ne font pas partie d'une norme.